# Coalition Forces Land Component Command
Coalition Forces Land Component Command (CFLCC, dt. etwa: Kommando der Landkomponente der Koalitionstruppen) ist eine militärische Bezeichnung der US-Streitkräfte für einen Großverband.
Während einer militärischen Operation kann ein Unified Combatant Command oder eine Combined Joint Task Force Component Commands aus Komponenten der verschiedenen Teilstreitkräfte – Heer, Luftstreitkräfte und Marine – bilden. Daher sind einem Land Component Command alle Bodenstreitkräfte eines Operationsbereichs unterstellt.
Der Term Coalition, bzw. manchmal auch Combined, soll hier ein gemeinsames Vorgehen der Staatengemeinschaft, bzw. mehrere Staaten, suggerieren, sodass dem Eindruck, die Vereinigten Staaten würden allein agieren, entgegengetreten wird. Der Begriff Combined für etwa „kombinierte Truppen“ stammt jedoch aus dem Zweiten Weltkrieg und bezeichnet eine Streitmacht, die aus Verbänden verschiedener Nationen besteht. Daher ist ein Koalitionskommando ein multinationaler Großverband, bzw. ein US-amerikanisches Unified Combatant Command, welches mit internationalen Einheiten verstärkt wird und meist unter US-Führung operiert.

## CFLCC während der Operation Iraqi Freedom
Während des Irak-Krieges 2003 wurde unter dem Kommando der 3. US-Armee, der US-Army-Komponente des US Central Command, und damit unter Lieutenant General David D. McKiernan, ein Coalition Forces Land Component Command aufgestellt, welches die, zwei Korps umfassenden, Truppen während der Invasion des Iraks im März 2003 führte. Das Rückgrat dieses Verbandes bildeten das V. US-Korps und die I. Marine Expeditionary Force. Folgende Einheiten ab Brigade-Ebene waren dabei:
- I. Marine Expeditionary Force
  - 2nd Marine Expeditionary Brigade
  - 1. US-Marineinfanteriedivision
    - Regimental Combat Team 1 (RCT-1)
    - Regimental Combat Team 5 (RCT-5)
    - Regimental Combat Team 7 (RCT-7)

  - 3rd Marine Aircraft Wing
  - 1st Marine Logistics Group
- V. US-Korps
  - 1. Britische Panzerdivision
  - 3. US-Infanteriedivision
    - 1. Brigade
    - 2. Brigade
    - 3. Brigade

  - 101. US-Luftlandedivision – wurde später zur Multinationalen Division Nord
    - 1. Brigade
    - 2. Brigade
    - 3. Brigade

  - 173. US-Luftlandebrigade
  - 2. Brigade, 82. US-Luftlandedivision

Vom März/Juni 2003 an wurde das CFLCC durch die 1. US-Panzerdivision, die 4. US-Infanteriedivision, das 2. und das 3. US-Kavallerieregiment verstärkt.
Das CFLCC dieser Operation wurde am 14. Juni 2003 durch die Combined Joint Task Force 7 (CJTF 7) ersetzt, welche später wiederum in die Multi-National Force Iraq umgewandelt wurde. Nachdem die CJTF 7 das operative Kommando über alle Bodenstreitkräfte der Region übernommen hatte, wurde CFLCC zum primären Logistikzentrum der Region.